# Borsos József (festő)
Borsos József (Veszprém, 1821. december 21. – Budapest, 1883. augusztus 19.) magyar festőművész, fényképész. Borsos Márton ügyvéd, lapszerkesztő, lapkiadó fia.

## Életpályája
1837-től Pesten Schöfft József Károly tanítványa volt, majd 1840-ben Leopold Kupelwieser osztályában a bécsi képzőművészeti akadémia hallgatója lett. 1843-ban Ferdinand Georg Waldmüller magániskolájába iratkozott át. Bécsben élt, de a pesti közönség körében is népszerű volt. Az udvar és a bécsi arisztokrácia kedvelt és keresett festője volt, de tőzsdespekulációk következtében elvesztette így szerzett vagyonát, ezért 1861-ben Pestre költözött. A festészettel felhagyott és Doctor Albert festőművésszel társulva fényképészeti műtermet nyitott. Fényképészeti cége indulásakor Borsos kiváltságos helyzetbe került, hiszen művészi ízlése felülmúlta magyar kortársaiét. Műterme az arisztokrácia palotáinak szomszédságában állt a Nemzeti Múzeum mellett, és ez újabb előnyt jelentett számára. Az arisztokrácia ugyanis hamar felismerte, hogy a művész látványteremtő képessége ebben a műfajban is igen kiváló, és jól szolgálja a reprezentáció céljait. Újra jelentős vagyonra tett szert; a füvészkerti műteremben a divatnak megfelelően teljes alakos képek készültek, hasonlóak, mint Párizsban, Münchenben, Bécsben. Ez az európaiasság adta a műhelynek azt a jellegzetes arculatát, amelyet a fényképtörténet is számon tart. Borsos a magyar főnemesség megörökítője, felvételei, amelyek grafikai átiratokon keresztül az újságokban is megjelentek, a magyar kultúrtörténet fontos részét képezik.
Az 1870-es években megváltoztak Borsos József anyagi körülményei, hiszen a következő nyolc év alatt három ízben is költöznie kellett, műteremről műteremre. Ez a megrendelői kör változásával is együtt járt. Az arisztokraták lassanként elmaradtak, a szaporodó fényképészeti műtermek mindennapi harcában és a nehezedő gazdasági helyzetben Borsos egyre inkább a nagypolgári és középpolgári rétegek fényképésze lett. Stílusában, ízlésében is alkalmazkodott megváltozott modelljei elvárásaihoz. A polgári portrék, amelyek szűkebb körű érdeklődésre tarthattak számot, csak személyes használatra, kevés példányban készültek, kevesebb is maradt fenn belőlük.
1878-ban hirtelen zárult le a fényképészeti pálya, a műtermet az Ellinger fivérek vitték tovább. A hosszadalmas eladást a csődeljárás miatt a család nőtagjai bonyolították le. Kibérelte a budai Szép Juhászné vendéglőt, melyet élete végéig vezetett.

## Művészi pályája
Korán magára vonta a figyelmet, elsősorban arcképeivel és biedermeier stílusú, ma már esetenként édeskésnek ható életképeivel. Arcképei iránt a fényképezés terjedésével csökkent az érdeklődés.  Számos képe van műgyűjtők, illetve a Magyar Nemzeti Galéria tulajdonában.

### Főbb művei

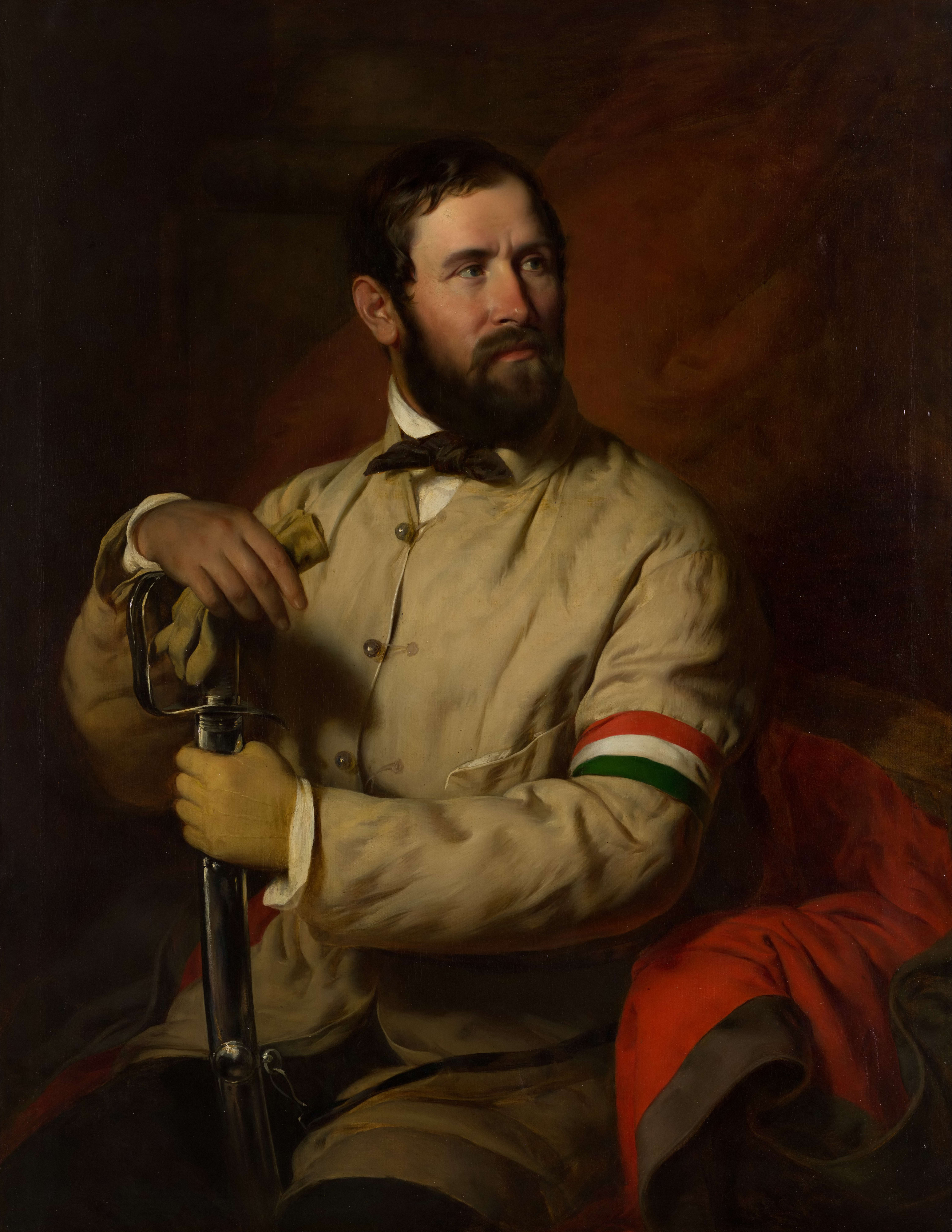
Nemzetőr

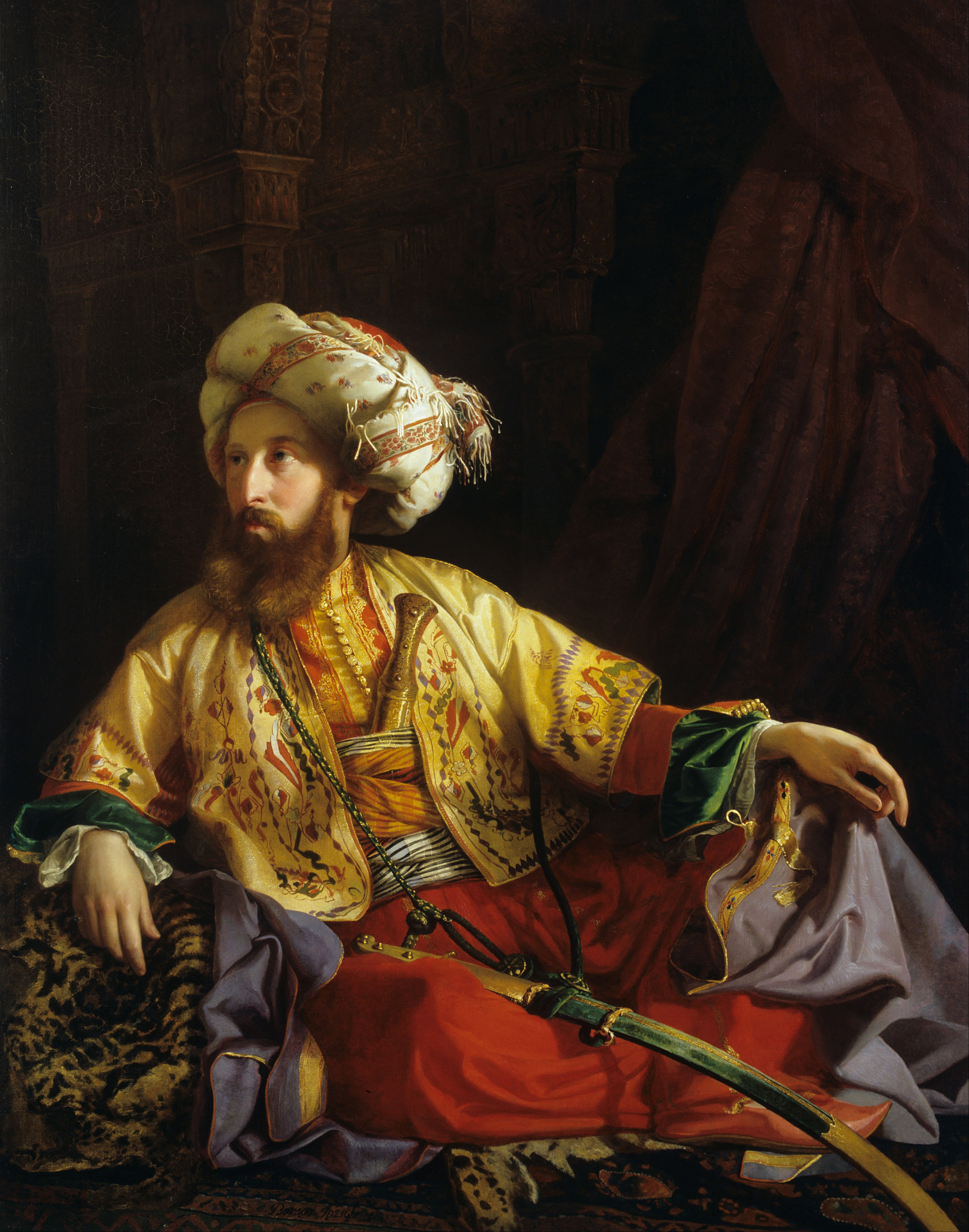
Libanoni emír (1843)

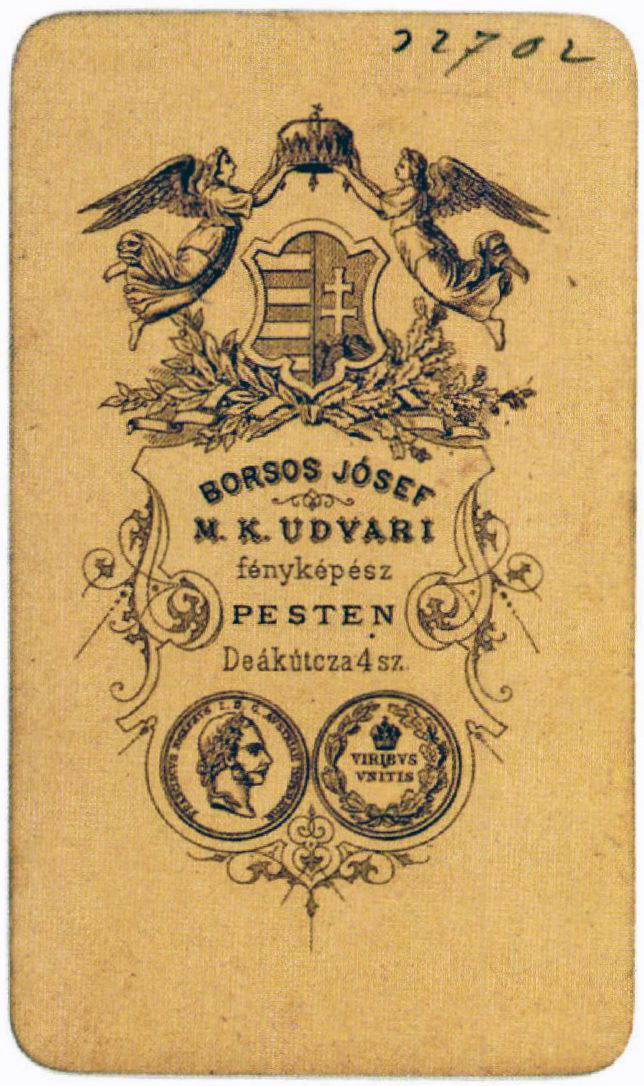
Egy Borsos József által készített fénykép hátlapja (1870 és 1874 között)

- Mohács (1837)
- Psyche ajándéka (1837)
- Hálaérzet (1841)
- Keresztet vívő krisztus (1841)
- Pulszky Ferenc (1841)
- Csernovics Péter (1842)
- Andrássy Károly (1843)
- Esterházy Pál (1843)
- Keglevich János (1843)
- Pálffy János (1843)
- Rottenbiller Lipót (1843)
- Szőlőt, vagy csókot (1843)
- Hegedűs Kristóf (1844)
- Drótostót (1846)
- Bor, asszony, szerelem (1847)
- Nemzetőr (1848)
- Bál után (1850)
- Lányok bál után (1850)
- Zitterbarth Mátyás (1851)
- Olasz kertészlány (1852)
- A hír (1852)
- Krízis egy művész életében (1852)
- Galambposta (1855)
- Kiss bankár portréja (1857)
- Kiss bankárné portréja (1858)
- Alamizsna
- Alkony
- A levél
- Filtsch Károly
- Fürdő nők